# Une autobiographie
Une autobiographie (An Autobiography) est une autobiographie d'Agatha Christie publiée à titre posthume en novembre 1977 au Royaume-Uni, plus d'un an après sa mort. En France, elle n'est publiée qu'en 2002.
Au contraire de sa première autobiographie Dis-moi comment tu vis (1946), Christie raconte ici toute sa vie de son enfance jusqu'à la fin de l'écriture en 1965.

## Commentaires
Agatha Christie n'est pas enchantée à l'idée de voir un inconnu écrire sa biographie, comme elle l'explique à son agent Edmund Cork de Hughes Massie. Mais elle comprend que cela est inévitable et donc s'attelle à l'ouvrage dans les années 50 afin d'avoir le premier mot. Elle y raconte toute sa vie depuis son enfance jusqu'à la dernière touche en 1965. Elle insiste pour que le livre soit publié à titre posthume. C'est donc en novembre 1977 que sa fille Rosalind Hicks livre l'ouvrage, plus d'un an après la mort de la romancière (en janvier 1976).
Fini en 1965, alors qu'elle était âgée de 75 ans, elle ne parle donc pas des évènements marquants de sa vie postérieurs à cette date, comme sa distinction de Dame commandeur de l'ordre de l'Empire britannique (1971), le succès du film Le Crime de l'Orient-Express de Sidney Lumet (1974), le phénomène de sa pièce La Souricière (10 000 représentations en 1976) ou l'augmentation constante des ventes de ses livres.
Elle écrit l'épilogue à Wallingford, le 2 octobre 1965.

## Éditions
- (en) An Autobiography, Londres, William Collins and Sons, novembre 1977, 544 p. (ISBN 0-00-216012-9)
- (en) An Autobiography, New York, Dodd, Mead and Company, 1977, 529 p. (ISBN 0-396-07516-9)
- Une autobiographie  (trad. de l'anglais par Jean-Michel Alamagny), Paris, Éditions du Masque, 2002, 671 p. (ISBN 2-7024-2489-9, BNF 38841115)